# Hypogastrura perplexa
Hypogastrura perplexa är en urinsektsart som beskrevs av Christiansen och Bellinger 1980. Hypogastrura perplexa ingår i släktet Hypogastrura och familjen Hypogastruridae. Inga underarter finns listade i Catalogue of Life.